# Europass

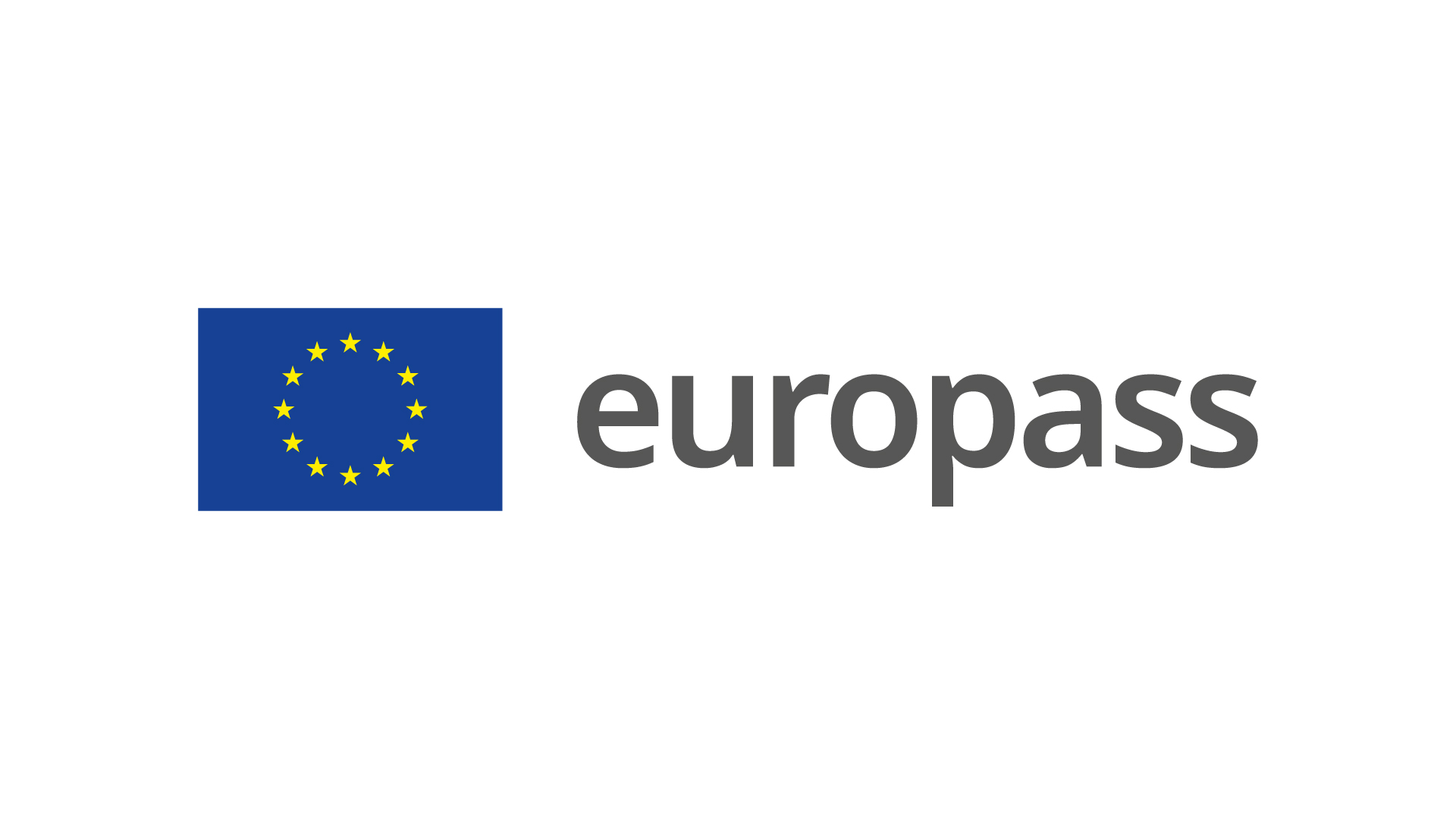

L'Europass è un'iniziativa della Direzione Generale Istruzione e Cultura dell'Unione europea per migliorare la trasparenza delle qualifiche e della mobilità dei cittadini dell'Europa; costituito da Curriculum Vitae (con lettera di presentazione) e "Passaporto Europeo delle Competenze" (Passaporto delle lingue, Europass Mobilità, Supplemento al Diploma e Supplemento della Certificazione), dovrebbe rendere chiaramente comprensibili le capacità e le competenze di una persona.

## Europass CV
Ci sono molti siti internet relativi a Europass, ma quello ufficiale è europa.eu/europass. Il suo obiettivo è aiutare tutti gli utenti a creare un Curriculum Vitae o un Passaporto delle lingue nel "Formato Europeo" semplicemente per mezzo di un wizard ed ottenere informazioni sugli altri documenti Europass.
I paesi membri dell'Unione Europea hanno stabilito un National Europass Centre per promuovere e fornire informazioni sui documenti Europass; quello italiano è stato all'interno dell'Istituto per lo sviluppo della formazione professionale dei lavoratori (ISFOL).

## Gli altri documenti Europass
Inoltre Europass è anche il nome dato a un Portfolio coordinato di cinque documenti (CV, Passaporto delle lingue, Europass Mobilità, Supplemento delle Certificazione e Supplementi al Diploma), che dovrebbero migliorare, in particolare, la leggibilità e trasparenza dei titoli e quindi anche la comunicazione tra chi cerca e chi offre lavoro, al di là dei confini geografici. Ciò dovrebbe facilitare la mobilità nell'occupazione - sia tra i paesi sia tra i settori - e dovrebbe promuovere e far acquisire valore aggiunto alla mobilità nell'educazione e nell'esperienza.